# مطار دونيدين الدولي
مطار دنيدن الدولي (إياتا: DUD، إيكاو: NZDN) هو مطار دولي يقع في إقليم أوتاغو في الجزيرة الجنوبية من نيوزيلندا. يخدم المطار مدينة دنيدن وإقليم أوتاغو، إضافة إلى باقي مناطق الجزيرة الجنوبية.

## خطوط وشركات الطيران
الخطوط الجوية العاملة في مطار دونيدين الدولي:
| شركـات طيـران        | الوجهات                                                            |
| -------------------- | ------------------------------------------------------------------ |
| طيران نيوزيلندا      | مطار أوكلاند الدولي، مطار كرايستشيرش الدولي، مطار ويلينغتون الدولي |
| خطوط جيت ستار الجوية | مطار أوكلاند الدولي                                                |

## مقالات متعلقة
- قائمة أكثر المطارات ازدحاما في نيوزيلندا
- قائمة مطارات نيوزيلندا